# Gino Cavalieri
Gino Cavalieri (eigentlich Luigi Cavalieri; * 25. Juli 1895 in Vicenza; † 14. Oktober 1992 in Treviso) war ein italienischer Schauspieler.

## Leben
Im Alter von 19 Jahren feierte Cavalieri sein Debüt im Ensemble um Luigi Zoncada/Giuseppe Masi/Ruggero Capodaglio, erwarb sich einen Ruf als Goldoni-Darsteller, widmete sich jedoch bald dem venetischen Dialekttheater und wurde erster jugendlicher Held in Vittorio Brattis Theatergruppe. Für die Spielzeit 1916/17 unterschrieb er bei Amalia Borisi/Carlo Micheluzzi und darauf bei Gianfranco Giachetti. Weitere Stationen seiner Bühnenlaufbahn waren Auftritte mit Albano Mezzetti und die Künstlergruppe „Serenissima“, die 1921 zu „Ars Veneta“ wurde und für zehn Jahre das schauspielerische Zuhause Cavalieris darstellte. 1931 gründete er eine eigene, kurzlebige Compagnie und spielte dann bei Tatiana Pavlova. 1936 wirkte er erneut als erster Komiker beim Dialekttheater und formierte nach kurzem Gastspiel 1939 bei Emilio Baldanello mit seinem Bruder Gianni und Cesco Baseggio wieder eine eigengeführte Gruppe. Auch nach dem Krieg spielte er mit den beiden zusammen. 1951 inszenierte Baseggio Cavalieris komödiantisches Stück Un giorno di sole. Bis ins hohe Alter blieb Cavalieri auf der Bühne aktiv. Auch für das Fernsehen und gelegentlich das Radio arbeitete er.
Das Kino fand keine besondere Verwendung für den schmächtigen, verschmitzt wirkenden Darsteller, der sich meist mit Nebenrollen begnügte, die er ab Mitte der 1950er Jahre nur noch sehr gelegentlich für die Leinwand spielte.

## Filmografie (Auswahl)
- 1936: Il grande silenzio
- 1947: In Frieden leben (Vivere in pace)
- 1947: Das Verbrechen des Giovanni Episcopo (Il delitto di Giovanni Episcopo)
- 1950: Zwischen Liebe und Laster (Alina)
- 1952: Romanze meiner Sehnsucht (Il romanzo della mia vita)
- 1970: Die Frau des Priesters (La moglie del prete)
- 1971: Das nackte Cello (Il merlo maschio)
- 1983: The Key – Der Schlüssel (La chiave)